# Alpinia zerumbet
La azucena de porcelana (Alpinia zerumbet) es una especie de planta perenne de jengibre nativo de Asia Oriental. Pueden crecer hasta los 2,4 a 3,0 m de altura y produce coloridas flores en forma de embudo. Se cultivan como plantas ornamentales y sus hojas se usan en la cocina y la medicina tradicional.

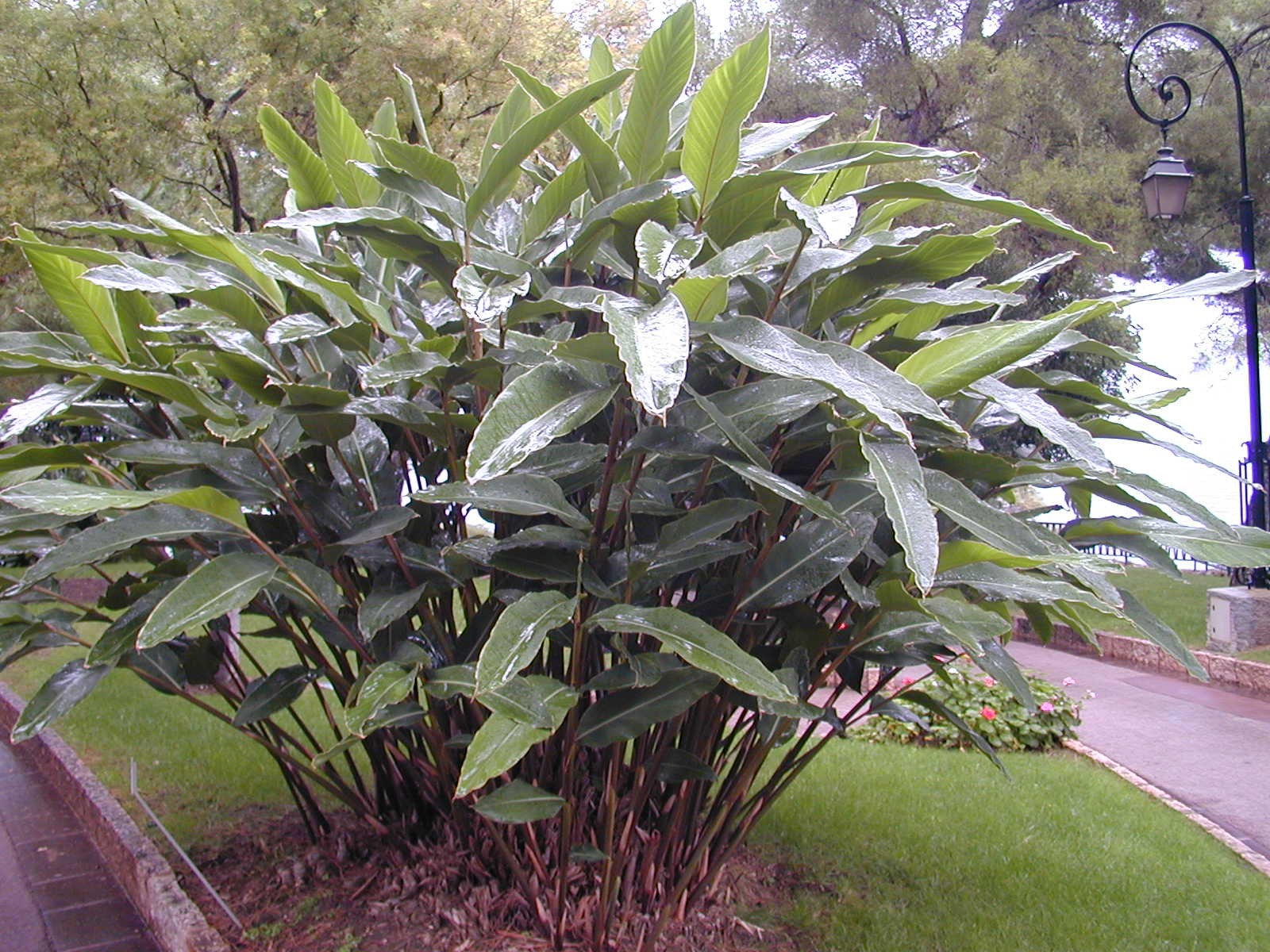
Como planta ornamental

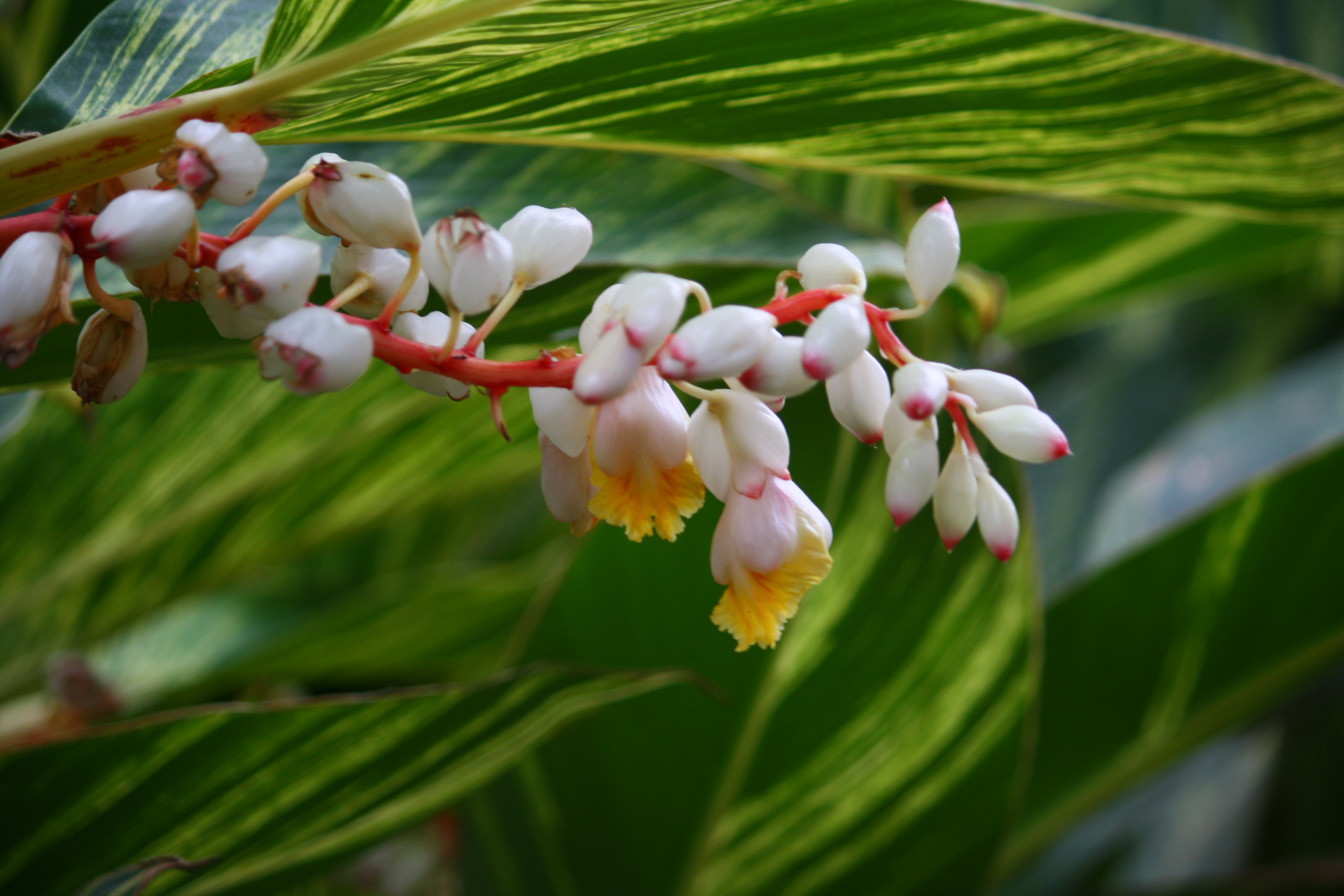
Flores

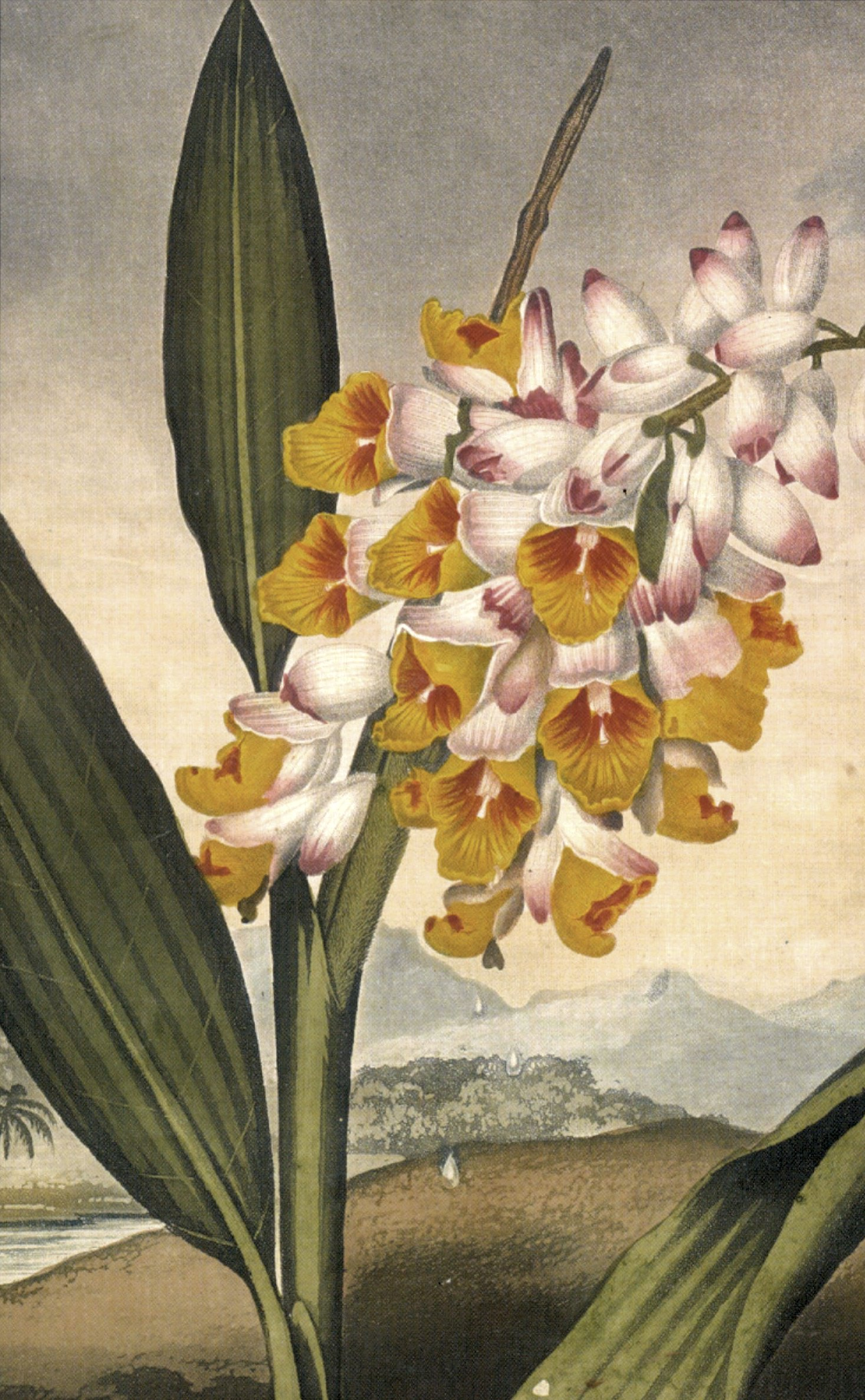
Ilustración

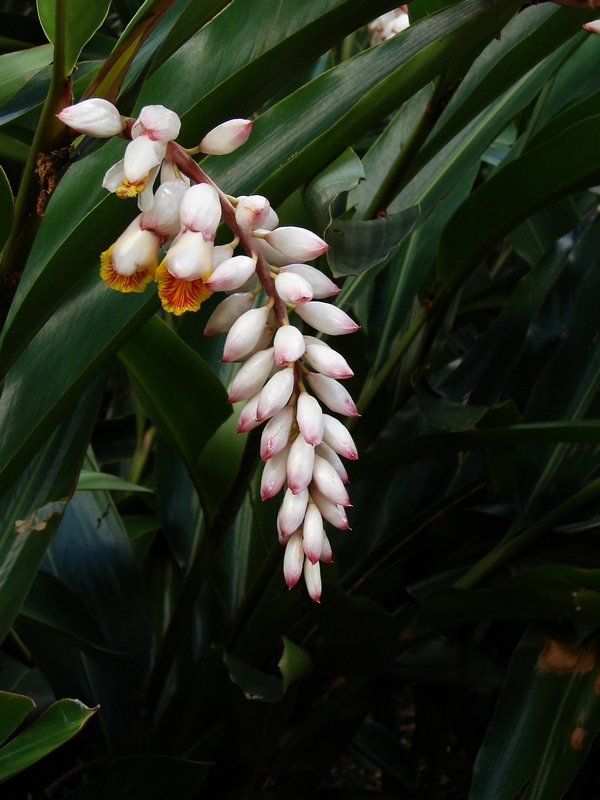
Inflorescencia

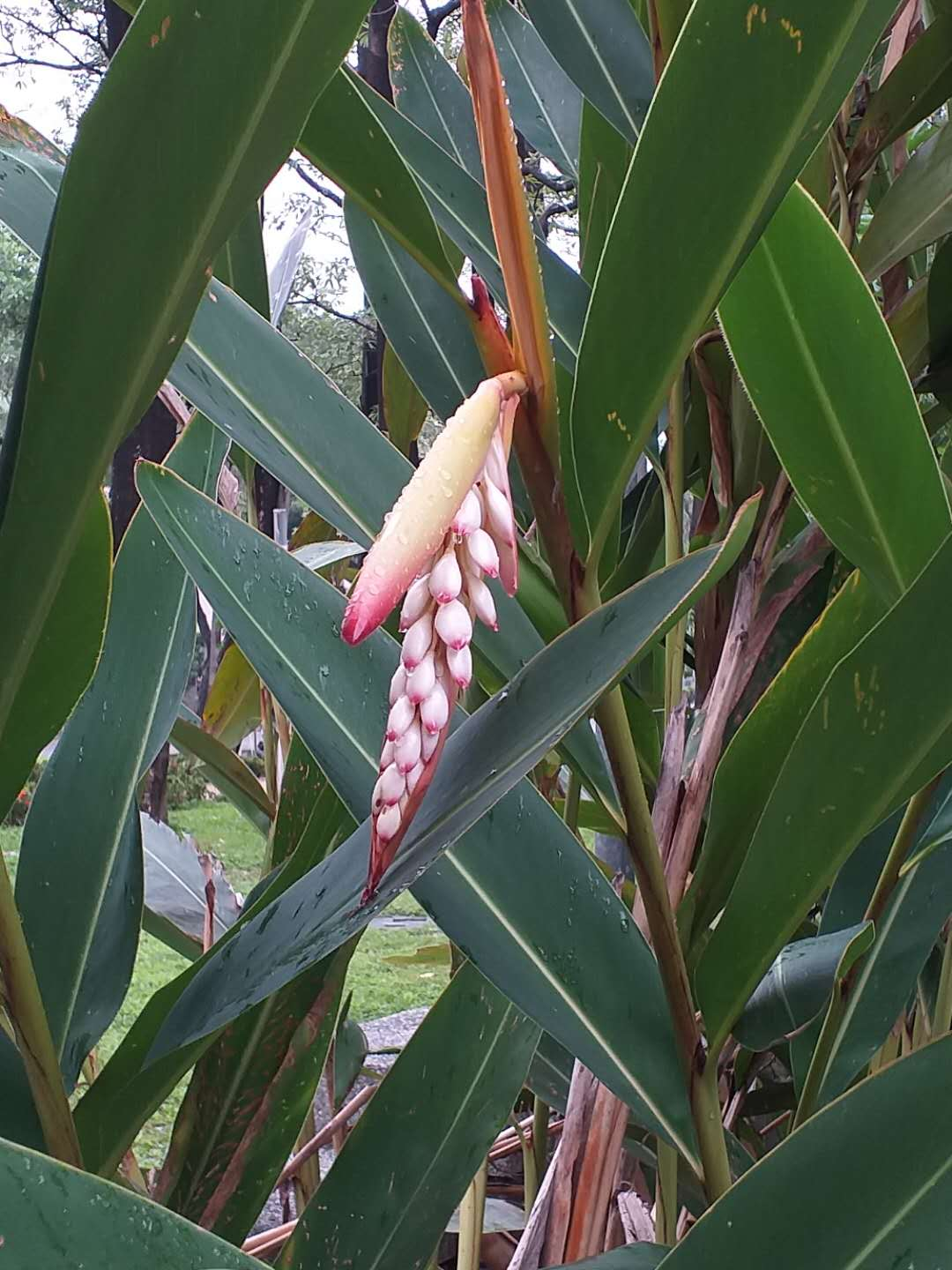
Inflorescencia

## Descripción
Son hierbas que alcanzan un tamaño de 3 m de alto. Hojas angostamente elípticas, de hasta 70 cm de largo y 10 cm de ancho, ápice acuminado, base cuneada, glabras a densa y menudamente pubérulas; lígula hasta 12 mm de largo. Inflorescencia un racimo o tirso péndulo, hasta 40 cm de largo y 10 cm de ancho, cincinos con 1 (–3) flores, brácteas ausentes, bractéolas ampliamente elípticas, 20–30 mm de largo, densamente ferrugíneo-hirsutas, blancas con ápice rojo, pedicelos hasta 3 mm de largo; cáliz 15–20 mm de largo; corola 40–50 mm de largo, casi glabra, blanca con ápice rojo; labelo 40–60 mm de largo, amarillo rayado con rojo, estaminodios laterales diminutos. Cápsula globosa, ca 20 mm de diámetro; semillas no vistas.

## Distribución y hábitat
Originaria de Asia oriental, esta planta es rizomatosa, perenne tropical de hoja perenne que crece en grupos verticales de 2,4 a 3,0 m de altura en los climas tropicales. Lleva flores con forma de embudo. Las flores tienen periantos de color blanco o rosado  con labelo amarillo  con manchas rojas y rayas. Tiene tres estambres, pero solo uno tiene el polen.  El fruto es globoso con muchas estrías. En condiciones típicas, alcanza de 1.2 a 2.4 m de altura en el jardín, y de 0,91 a 1,22 m de altura, como una planta de interior.

## Cultivo
Alpinia zerumbet se cultiva mejor en un medio rico en humedad, que humedezca los suelos bien drenados a pleno sol a sombra parcial. Se recomienda sombra en la tarde en climas calurosos de verano. Interior, la planta deberá contar con luz brillante y condiciones de humedad. La floración ocurre raramente antes del segundo año.
Alpinia zerumbet se llama un "ginger shell" o "flor de cáscara" con mayor frecuencia, debido a que sus flores rosas individuales, especialmente cuando están en la yema, se asemejan a conchas de mar.
En japonés se conoce como Getto ' (ゲットウ). En Okinawa, se conoce como Sannin. En China, se conoce como Yàn Shanjiang (艳山姜) o Yuetao (月桃).

## Usos
Las largas láminas de las hojas de la planta todavía se utilizan para envolver Zongzi. En Okinawa, Japón, A. zerumbet se conoce en el dialecto local como sannin, o en japonés como getto. Sus hojas se venden como té de hierbas y también se utilizan para los fideos y envolver los pasteles mochi de arroz. Su té tiene propiedades hipotensoras, diuréticas y  anti-ulcerosas. La decocción de las hojas se ha utilizado durante el baño para aliviar fiebres. Las hojas y rizomas se han demostrado eficaces contra enzimas VIH-1 integrasa y neuraminidasa, y también ha demostrado efecto anti-diabéticos a través de inhibiciones de la formación de productos finales de glicación avanzada. Además, se han reportado las actividades antioxidantes de diferentes partes de Alpinia zerumbet.

## Taxonomía
Alpinia zerumbet fue descrita por (Pers.) B.L.Burtt and R.M.Smith y publicado en Notes from the Royal Botanic Garden, Edinburgh 31(2): 204. 1972.
Sinonimia
- Alpinia cristata Griff.
- Alpinia fimbriata Gagnep.
- Alpinia fluvitialis Hayata
- Alpinia nutans var. longiramosa Gagnep.
- Alpinia schumanniana Valeton
- Alpinia speciosa (J.C.Wendl.) K.Schum.
- Amomum nutans (Andrews) Schult.
- Catimbium speciosum (J.C.Wendl.) Holttum
- Costus zerumbet Pers.
- Languas schumanniana (Valeton) Sasaki
- Languas speciosa (J.C.Wendl.) Small
- Renealmia nutans Andrews
- Renealmia spectabilis Rusby
- Zerumbet speciosum J.C.Wendl.[10]